# WX Водолея
WX Водолея (лат. WX Aquarii) — одиночная переменная звезда в созвездии Водолея на расстоянии (вычисленном из значения параллакса) приблизительно 37925 световых лет (около 11628 парсеков) от Солнца. Видимая звёздная величина звезды — от +13,6m до +12,4m.

## Характеристики
WX Водолея — жёлто-белая пульсирующая переменная звезда типа RR Лиры (RRAB) спектрального класса F. Эффективная температура — около 6876 К.